# Jon Michael Hill
Jon Michael Hill (Waukegan, 28 luglio 1985) è un attore statunitense.
È noto per aver interpretato il detective Damon Washington in Detroit 1-8-7 e il detective Marcus Bell in Elementary.

## Biografia
Dopo aver frequentato un corso drammatico presso la Northwestern University, si è laureato presso l'Università dell'Illinois con un "Bachelor of Fine Arts." È apparso in produzioni teatrali di Re Lear, Sei gradi di separazione e Ain't misbehavin'. Nel 2010, Hill è stato nominato per un Tony Award come attore non protagonista maschile in Superior Donuts al fianco di Michael McKean. Nello stesso anno, ha iniziato il suo ruolo di detective Damon Washington in Detroit 1-8-7. Ha anche svolto il ruolo di Puck in Shakespeare in the Park. Compare inoltre in Law & Order: Special Victims Unit, Person of Interest e Eastbound & Down. È stato coptropagonista nella parte del detective Marcus Bell nella serie della CBS Elementary.

## Filmografia parziale

### Cinema
- Falling Overnight, regia di Conrad Jackson (2011)
- No Pay, Nudity, regia di Lee Wilkof (2016)
- In the Radiant City, regia di Rachel Lambert (2016)
- Pass Over, regia di Spike Lee (2018)
- Widows, regia di Steve McQueen (2018)

### Televisione
- Eastbound & Down - serie TV, 6 episodi (2009)
- Detroit 1-8-7 - serie TV, 8 episodi (2010)
- Law & Order - Unità vittime speciali - serie TV, episodio 13x10 (2011)
- Person of Interest - serie TV, episodio 1x14 (2012)
- Elementary - serie TV, 153 episodi (2012-2019)
- The Good Fight - serie TV, episodio 4x04 (2020)
- The Accidental Wolf - serie TV, un episodio (2022)
- 61st Street - serie TV, 4 episodi (2022)

## Doppiatori italiani
Nelle versioni in italiano delle opere in cui ha recitato, Jon Michael Hill è stato doppiato da:
- Paolo Vivio in Law & Order - Unità vittime speciali, Person of Interest
- Corrado Conforti in Detroit 1-8-7
- Gianluca Crisafi in Elementary